# AEK Athene BC
AEK Athene BC (Grieks: Αθλητική Ένωσις Κωνσταντινουπόλεως,  Athlitiki Enosis Konstantinoupoleos), de Atletiek Unie van Constantinopel, is een Griekse professionele basketbalclub in Athene, Griekenland, een afdeling van de Griekse omnisportclub AEK, ook gekend van haar voetbalclub en haar volleybalclubs voor vrouwen en mannen. De club werd opgericht 13 april 1924 door Griekse vluchtelingen uit Constantinopel na de Grieks-Turkse Oorlog (1919-1922).
Bekende spelers die voor de club uitkwamen waren: Rolando Blackman, Ricky Pierce, Giorgos Amerikanos, Giorgos Trontzos, Michalis Kakiouzis, Minas Gekos, Tony Campbell, Ruben Patterson, Kurt Rambis, Jon Robert Holden, Willie Anderson, Joe Arlauckas, Anthony Bowie, Claudio Coldebella, Jake Tsakalidis en de Nederlander Geert Hammink.

## Geschiedenis

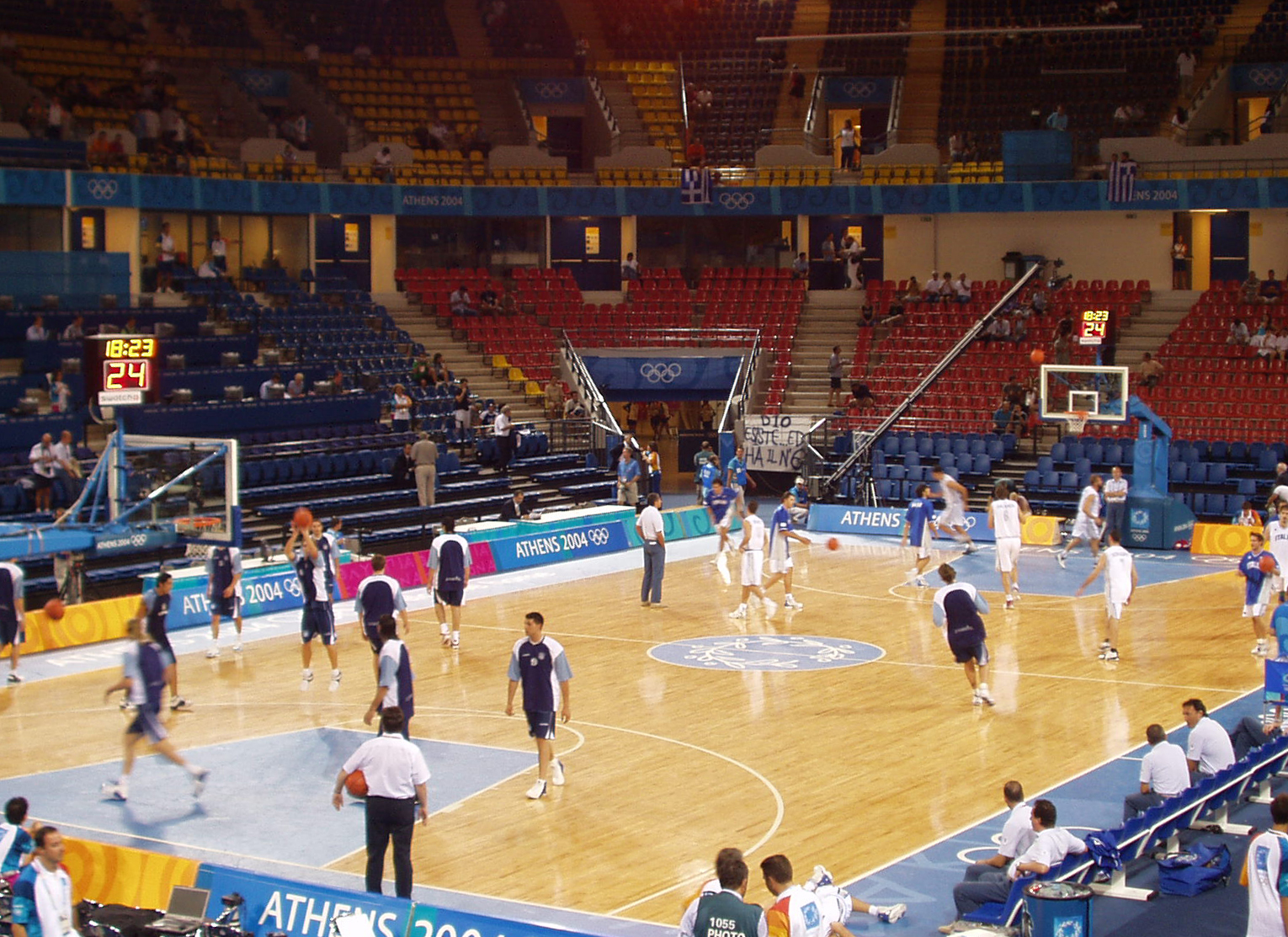
Hellinikon Olympic Arena.

AEK Athene BC is de meest succesvolle tak van de omnisportvereniging AEK. AEK Athene BC was de eerste Griekse club die een Europese beker wist te winnen in welke sport dan ook. AEK is het enige team samen met Panathinaikos BC en Aris BC die altijd op het hoogste niveau in Griekenland hebben gespeeld. De club speelt haar thuiswedstrijden in de Hellinikon Olympic Arena.
AEK was het eerste Griekse team dat een Europese beker wist te winnen. In 1968 wonnen ze de Saporta Cup tegen Slavia VŠ Praag uit Tsjecho-Slowakije met 89-82. In die tijd werd AEK ook zes keer landskampioen van Griekenland in acht jaar. AEK haalde nog vijf keer de finale om de Griekse beker, maar verloor ze allemaal. Na die periode won AEK niet veel meer. Het duurde tot eind jaren 90 voordat AEK weer ging meedoen om de prijzen. In 2002 werd AEK voor het eerst in 32 jaar weer landskampioen. Ze wonnen van Olympiakos Piraeus BC met 3-2 nadat ze de eerste twee wedstrijden hadden verloren.
In 1998 verloor AEK in de EuroLeague van Kinder Bologna uit Italië met 44-58. In 2000 won AEK zijn twee Europese beker. Ze wonnen de Saporta Cup van Kinder Bologna met 83-76 en namen daarmee wraak voor de verloren finale van 1998. In 2018 speelde AEK de finale om de Basketball Champions League. Ze wonnen de finale van AS Monaco Basket uit Frankrijk met 100-94. In 2019 won AEK de Intercontinental Cup door in de finale te winnen van Flamengo Basketball uit Brazilië met 86-70. In 2020 stond AEK in de finale om de Basketball Champions League. Ze verloren van San Pablo Burgos uit Spanje met 74-85.

## Wapen en kleuren
Het wapen van AEK BC is een tweekoppige Adelaar (Grieks: Δικέφαλος Αετός, Dikefalos Aetos) op een gele achtergrond. AEK was opgericht door vluchtelingen van de Grieks-Turkse Oorlog. Het embleem en de kleuren zijn een herinnering aan het verloren thuisland. De club heeft een historische band met Constantinopel.

## Erelijst
- Landskampioen Griekenland: 8
  - Winnaar: 1958, 1963, 1964, 1965, 1966, 1968, 1970, 2002
  - Tweede: 1955, 1967, 1969, 1971, 1974, 1997, 2003, 2005

- Bekerwinnaar Griekenland: 3
  - Winnaar: 1981, 2000, 2001
  - Runner-up: 1976, 1978, 1980, 1988, 1992, 1998, 1999

- EuroLeague:
  - Runner-up: 1998

- Basketball Champions League: 1
  - Winnaar: 2018
  - Runner-up: 2020

- Saporta Cup: 2
  - Winnaar: 1968, 2000

- Intercontinental Cup: 1
  - Winnaar: 2019

## Bekende (oud)-spelers
- Geert Hammink
- Ibrahim Kutluay

## Bekende (oud)-coaches

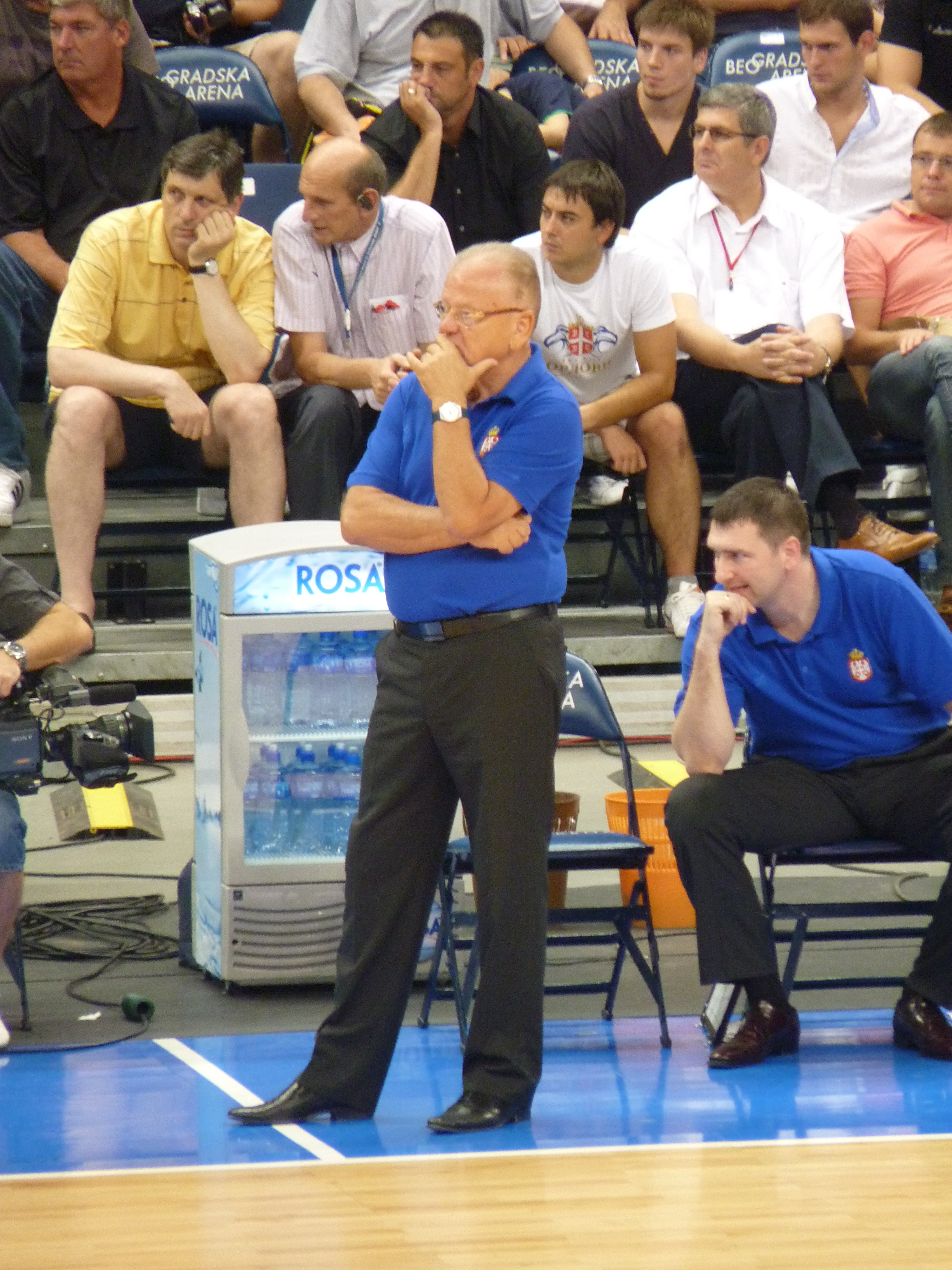
Dušan Ivković.

- Missas Pantazopoulos
- Nikos Milas
- Fred Develey
- Dušan Ivković